# Барон Пэджет
Барон Пэджет (англ. Baron Paget) — британский дворянский титул из системы пэрства Англии, известный с 1549 года. В настоящее время является одним из младших титулов в титулатуре маркизов Англси.

## История

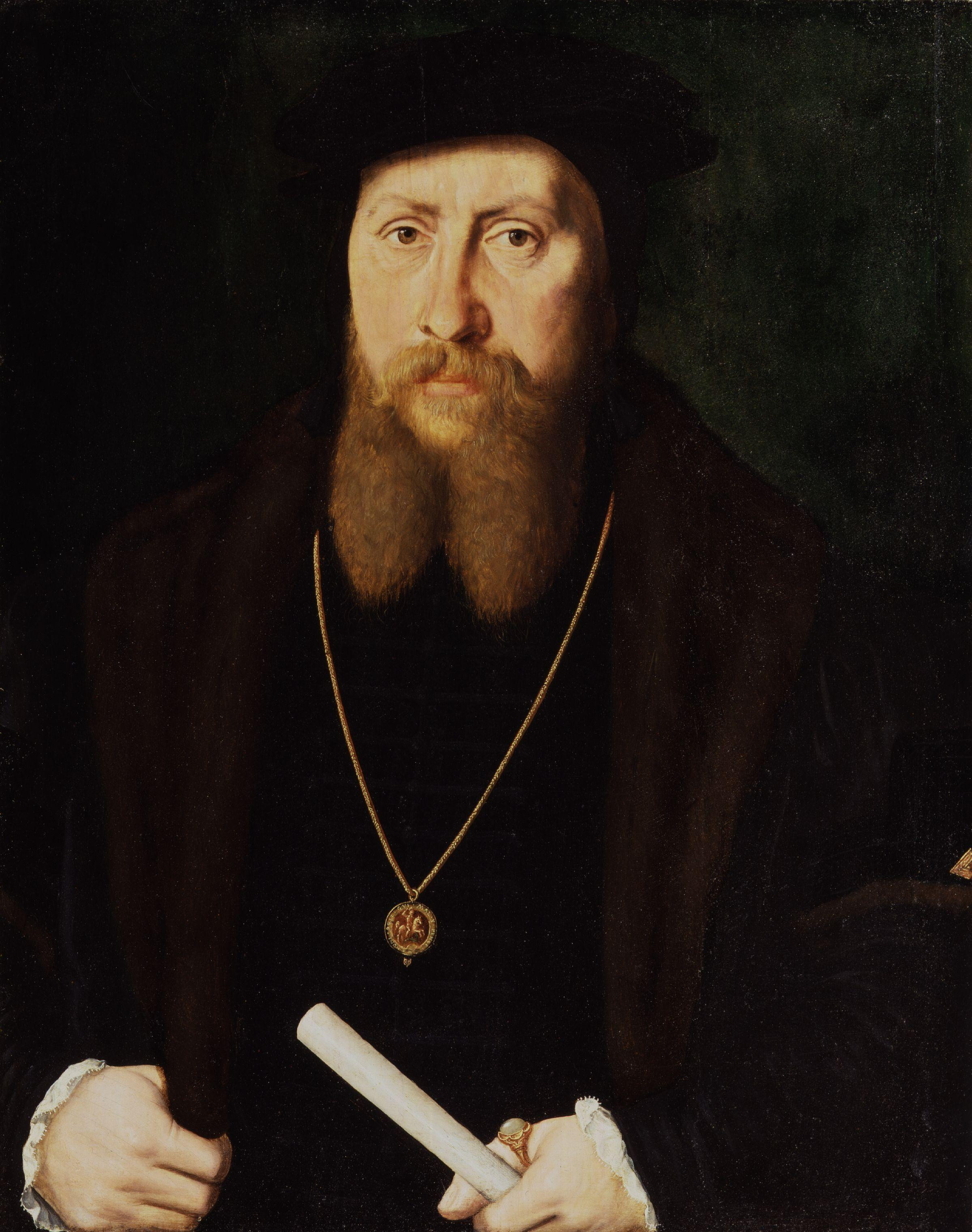
Уильям Пэджет, 1-й барон Пэджет

История титула неразрывно связано с семьёй Пэджетов (англ. Paget), которая предположительно является ветвью семьи Пачеттов (англ. Pachett), представители которой упоминаются с XIV века в Стаффордшире и Вустершире. Один из них, Джон Пачетт в начале XVI века жил в Лондоне, где сменил несколько профессий, а также служил констеблем или судебным приставом. Его старший сын Уильям Пэджет закончил Тринити Холл в Кембриджском университете и был специалистом по гражданскому праву. Он был другом Стивена Гардинера, ставшего в 1529 году секретарём короля Генриха VIII, что предоставило Уильяму возможности для административной карьеры. Он неоднократно избирался в палату общин английского парламента и занимал важные государственные должности во время правления Генриха VIII, Эдуарда VI и Марии I. За свои заслуги он стал рыцарем ордена Подвязки, а 3 декабря 1549 года был вызван в палату лордов с титулом «барон Пэджет из Бодесерта».
После смерти Уильяма в 1563 году ему наследовал старший сын Генри Пэджет, 2-й барон Пэджет. При жизни отца он трижды избирался в палату общин, а после его смерти перешёл в палату лордов. Он умер декабре 1563 года, оставив наследницей четырёхмесячную дочь Элизабет, при этом поместья Пэджетов унаследовал его младший брат Генри Пэджет. Элизабет прожила меньше двух лет и после её смерти по решению палаты лордов 1570 года, регулирующего порядок наследования титула барона Пэджета, его получил Томас, впервые вызванный в парламент в 1571 году. Он был убеждённым католиком и в ноябре 1583 года был заподозрен в участии в заговоре Трокмортона, имевшего целью возвести на английский престол бывшую королеву Шотландии Марию Стюарт, и бежал в Париж, где жил в изгнании его брат Чарльз. Его поместья были конфискованы. В 1587 году Томас вместе с участниками заговора Бабингтона был объявлен изменником и титул был упразднён. Сам Томас умер в изгнании в 1590 году.
Сын Томаса, Уильям Пэджет, благодаря «милостливому расположению» королевы Елизаветы I после конфискации отцовских поместий был отдан на воспитание своего родственника, сэра Джорджа Кэри. В 1597 году ему были возвращены некоторые поместья отца, однако баронский титул был для него восстановлен только 19 марта 1604 года королём Яковом I. Впервые в парламент он был вызван 5 ноября 1605 года и регулярно в него вызывался до 1628 года. Уильям умер в 1629 году.
Правнук Уильяма, Генри Пэджет, в 1712 года получил титул барона Бёртона из Бёртона. После смерти отца в 1713 году он унаследовал титул барона Пэджета, а после того как в 1714 году королём стал Георг I, 19 октября того же года получил титул графа Аксбриджа, после чего наследник, Томас Кэтсби Пэджет, стал использовать титул «лорд Пэджет» в качестве титула учтивости. Он умер раньше отца, поэтому после смерти 1-го графа Аксбриджа все титулы унаследовал сын Томаса, Генри Пэджет, 2-й граф Аксбридж. 
2-й граф Аксбридж умер неженатым в 1769 году, после чего титулы графа Аксбриджа и барона Бёртона угасли. Однако для титула барона Пэджета удалось отыскать наследников среди потомков 1-го барона. Им стал Генри Бейли, сын и наследник сэра Николаса Бейли, 2-го баронета Бейли, женатого на Кэролайн Пэджет, дочери бригадного генерала Томаса Пэджета (умер в 1741), который, в свою очередь, был внуком Уильяма Пэджета, 5/6 барона Пэджета — сыном его младшего сына Генри. 29 января 1770 года была выдана королевская лицензия, по которой Генри Бейли получил титул барона Пэджета, а его потомкам разрешалось использовать фамилию Пэджет. В 1784 года для него ещё был воссоздан и титул графа Аксбриджа. 
Наследник Генри Пэджета, Генри Уильям  (1768—1854) после того, как его отец получил графский титул, стал использовать титул учтивости «лорд Пэджет». Он отличился на военной службе, а после смерти отца в 1812 году унаследовал титулы графа Аксбриджа и барона Пэджета. В 1815 году он отличился в битве при Ватерлоо, потеряв при этом ногу. В награду за проявленное мужество Генри Пэджету 4 июля был присвоен титул маркиза Англси, в 1818 года стал рыцарем ордена Подвязки, а в 1891 году — генералом. В 1846 году он дослужился до звания фельдмаршала.
В настоящий момент титул носит Чарльз Александр Воган Пэджет (родился в 1950), 8-й маркиз Англси, 9-й граф Аксбридж, 17/18-й барон Пэджет и 11-й баронет Бейли.

## Бароны Пэджет
- 1549—1563: Уильям Пэджет[англ.] (около 1506 — 9 июня 1563), 1-й барон Пэджет с 1549 года[1][2][10].
- 1563—1568: Генри Пэджет[англ.] (около 1539 — 28 декабря 1568), 2-й барон Пэджет с 1563 года, сын предыдущего[1][4][11].
- 1568—1570: Элизабет Пэджет (август 1568 — 29 июня 1570), баронесса Пэджет с 1568 года, дочь предыдущего[1][12].
- 1570—1587: Генри Пэджет[англ.] (около 1544 — 1590), 3/4-й барон Пэджет в 1570—1587 годах[К 2], брат 2-го барона[1][5][13][13].
- 1604—1629: Уильям Пэджет[англ.] (1572 — 29 августа 1629), 4/5-й барон Пэджет с 1604 года, сын предыдущего[1][7][14].
- 1629—1678: Уильям Пэджет[англ.] (13 сентября 1609 — 19 октября 1678), 5/6-й барон Пэджет с 1629 года, сын предыдущего[1][15][16].
- 1678—1713: Уильям Пэджет[англ.] (10 февраля 1637 — 26 февраля 1713), 6/7-й барон Пэджет с 1629 года, сын предыдущего[1][17][18].
- 1713—1743: Генри Пэджет[англ.] (13 февраля 1663 — 30 августа 1743), 7/8-й барон Пэджет с 1629 года, 1-й барон Бёртон с 1712 года, 1-й граф Аксбридж с 1714 года, сын предыдущего[1][8][19].
  - 1714—1742: Томас Кэтсби Пэджет[англ.] (1689 — 4 февраля 1742), лорд Пэджет с 1714 года, сын предыдущего[1][8][20].
- 1742—1769: Генри Пэджет[англ.] (22 января 1719 — 6 ноября 1769), 2-й граф Аксбридж, 8/9-й барон Пэджет и 2-й барон Бёртон с 1743 года, сын предыдущего[1][8][21].
- 1770—1812: Генри Бейли (Пэджет) (18 июня 1744 — 13 марта 1812), 9/10-й барон Пэджет с 1769 года, 3-й баронет Бейли с 1782 года, 1-й граф Аксбридж с 1784 года, праправнук Уильяма Пэджета, 5/6-го барона Пэджета[22][23][24].
- 1812—1854: Генри Уильям Бэйли (Пэджет) (17 мая 1768 — 29 апреля 1854), 2-й граф Аксбридж, 10/11-й барон Пэджет и 4-й баронет Бейли с 1812 года, 1-й маркиз Англси с 1715 года, сын предыдущего[24][22][25].
- 1854—1869: Генри Пэджет (6 июля 1797 — 7 февраля 1869), 2-й маркиз Англси, 3-й граф Аксбридж, 11/12-й барон Пэджет и 5-й баронет Бейли с 1854 года, сын предыдущего[24][26].
- 1869—1880: Джордж Генри Уильям Пэджет (9 декабря 1821 — 30 января 1880), 3-й маркиз Англси, 4-й граф Аксбридж, 12/13-й барон Пэджет и 6-й баронет Бейли с 1869 года, сын предыдущего[24][27].
- 1880—1898: Генри Пэджет (25 декабря 1835 — 13 октября 1898), 4-й маркиз Англси, 5-й граф Аксбридж, 13/14-й барон Пэджет и 7-й баронет Бейли с 1880 года, брат предыдущего[24][28].
- 1898—1905: Генри Сирил Пэджет (16 июня 1875 — 14 марта 1905), 5-й маркиз Англси, 6-й граф Аксбридж, 14/15-й барон Пэджет и 8-й баронет Бейли с 1898 года, сын предыдущего[24][29].
- 1905—1947: Чарльз Генри Александр Пэджет (14 апреля 1885 — 21 февраля 1947), 6-й маркиз Англси, 7-й граф Аксбридж, 15/16-й барон Пэджет и 9-й баронет Бейли с 1905 года, сын лорда Александра Виктора Пэджета (1839—1896), внук 2-го маркиза Англси[30].
- 1947—2013: Джордж Чарльз Генри Виктор Пэджет (8 октября 1922 — 13 июля 2013), 7-й маркиз Англси, 8-й граф Аксбридж, 16/17-й барон Пэджет и 10-й баронет Бейли с 1947 года, сын предыдущего[31][32].
- 2013 — н. в.: Чарльз Александр Воган Пэджет[нем.] (родился 13 ноября 1950), 8-й маркиз Англси, 9-й граф Аксбридж, 17/18-й барон Пэджет и 11-й баронет Бейли с 2013 года, сын предыдущего[9].
  - Наследник: Бенедикт Дэшил Томас Пэджет, граф Аксбридж (род. 11 апреля 1986), сын предыдущего[33].